# Diaspora laotienne
La diaspora laotienne se compose d'environ 800 000 personnes, à la fois les descendants des premiers émigrants du Laos, ainsi que les réfugiés plus récents qui fuirent le pays à la suite de la guerre civile laotienne. La majorité des Laotiens d'outre-mer vivent en Thaïlande, aux États-Unis, au Canada, en Australie et en France.

## Histoire
On peut classer en trois périodes chronologiques la diaspora laotienne. 
- La première est constituée de Laotiens ayant vécu hors du Laos avant la colonisation française du pays. Les membres de ce groupe vivent presque tous en Thaïlande à la suite de l'annexion siamoise de la région de l'Isan après le déclin du royaume de Lan Xang au début des années 1700[1].
- La deuxième catégorie comprend les Laotiens qui étudièrent et travaillèrent en France et au Vietnam pendant la période coloniale du Laos et qui se sont ensuite installés dans ces pays. Ce groupe était principalement composé des classes les plus hautes du pays[2].
- La troisième catégorie comprend le plus grand nombre de Laotiens d'outre-mer, qui fuirent le pays à la suite de la prise de contrôle communiste du Laos par le Pathet Lao à la suite de la guerre du Vietnam. Ce groupe de la diaspora laotienne vit principalement en Amérique du Nord, en France et en Australie, avec un plus petit nombre en Thaïlande[3].

On peut compter un quatrième groupe de la diaspora laotienne, composé principalement de nouveaux émigrants ou d'expatriés qui vivent dans les pays industrialisés pendant quelques années avant de rentrer chez eux. (Voir Crise des réfugiés d'Indochine.)

## Asie

### Thaïlande
Depuis le treizième siècle, une part de la population laotienne vit dans la région de l'Isan en Thaïlande, lorsque le royaume lao de Lan Xang annexa la région à la suite de la chute de l'empire khmer. Le royaume de Siam reprend ensuite la région au début des années 1700 après le déclin de Lan Xang et les frontières actuelles entre Laos et Thaïlande sont établies en 1907, la région passant officiellement sous contrôle thaïlandais. Alors que ce premier groupe de Laotiens partage une culture très similaire et parle une langue mutuellement intelligible avec le Lao, il est  souvent identifié comme un groupe de ethnique distinct : du fait des politiques de thaïfication, le gouvernement thaïlandais considérant la forte influence lao dans le pays comme une menace à sa puissance.
Après la prise de contrôle communiste du Laos, de nombreux laotiens fuient en Thaïlande, ce pays étant une escale majeure pour la plupart des réfugiés avant leur immigration en Amérique du Nord, en France ou en Australie. Les réfugiés laotiens qui s'installèrent en Thaïlande vivent principalement dans la région de l'Isan et dans les grandes villes telles que Bangkok et Chiang Mai et conservent leur culture traditionnelle. 

### Cambodge
D'après une estimation, 21 600 personnes d'origine ethnique lao vivent au Cambodge, principalement dans la partie nord du pays. Les Laotiens sont arrivés au Cambodge pendant la période coloniale française du pays en tant qu'ouvriers des plantations et pêcheurs. Cependant, un plus grand nombre de Laotiens sont arrivés après l'effondrement du régime de Pol Pot pour échapper au régime communisme du Laos. En raison de la coopération économique accrue entre les deux pays, plusieurs expatriés laotiens vivent au Cambodge. 

### Viêt Nam
On estime à 14 900 le nombre de Lao vivant au Vietnam, principalement dans les provinces du nord du pays. La présence laotienne dans le pays a une longue histoire et s'accéléra lors de la colonisation française de l'Indochine, lorsque les étudiants laotiens purent s'installer à Hanoï et suivre des études supérieures dans les établissements français de la ville. Le gouvernement colonial à Hanoï forma des hauts fonctionnaires laotiens. Plusieurs travailleurs laotiens furent recrutés pour travailler dans les rizières et les mines du nord du Vietnam, et beaucoup y restèrent après l'indépendance vis-à-vis de la France. 

## Amérique du Nord

### États-Unis
D'après le recensement des États-Unis de 2010, on compte environ 200 000 Américains d'origine laotienne vivant aux États-Unis, ce qui en fait la plus grande communauté laotienne d'outre-mer en dehors de l'Asie. Ils vivent plutôt dans les zones métropolitaines de la côte ouest et du Haut-Midwest. Parmi les zones qui comportent une population laotienne importante se trouvent la région de la baie de San Francisco, le Grand Sacramento, Minneapolis-Saint Paul, le métroplexe Dallas-Fort Worth et la région métropolitaine de Seattle.  Une petite communauté est installée dans le village de Lane Xang du sud de la Louisiane dans la paroisse d'Iberia.
Les Américains d'origine laotienne sont un groupe ethniques américains d'origine asiatique sous-représenté et n'est pas associé à l'image de la minorité modèle qui comprend d'autres groupes ethniques asiatiques tels que les Chinois, les Coréens, les Japonais et, plus récemment, les  Américains d'origine vietnamienne .

### Canada
Au recensement du Canada de 2016, on compte environ 24 000 Canadiens d'origine laotienne dans le pays, dont près des trois quarts vivant en Ontario et au Québec. 
Plus de la moitié des laotiens-canadiens sont réfugiés. Cette population tend à être plus jeune en moyenne que la population canadienne en général. Les temples bouddhistes Theravada servent de centres communautaires et culturels du groupe.

## Europe

### France
En 2014, le nombre de Laotiens habitant la France est estimé à environ 200 000. 
La France est le premier pays occidental où les migrants laotiens s'installèrent en raison de la colonisation du Laos par la France au début du 20e siècle. Un petit nombre d'étudiants et de travailleurs de l'élite furent les premiers migrants laotiens en France. Cependant, l'immigration laotienne en France ne devient visible qu'après l'afflux important de réfugiés après la guerre du Vietnam en 1975. Contrairement à leurs homologues en Amérique du Nord, en Allemagne et en Australie, les Laotiens français sont considérés comme une minorité modèle dans la politique et la société françaises. 
En France, la majorité des Laotiens vivent à Paris ou en Île-de-France. On compte aussi de plus petites communautés à Marseille, Lille et Strasbourg.

## Océanie

### Australie
L'Australie compte environ 12 000 personnes d'origine laotienne. 
Les Australiens laotiens vivent principalement dans les zones métropolitaines de Sydney et de Melbourne. On y compte plusieurs organisations ethniques laotiennes et des temples bouddhistes theravada. 

### Nouvelle-Zélande
En 2013, environ 1 300 Laotiens ethniques vivent en Nouvelle-Zélande, dont environ la moitié de la population réside à Auckland.
Les néo-zélandais d'origine laotienne sont majoritairement des réfugiés arrivés dans le pays à la fin des années 1970 et dans les années 1980. Les associations communautaires dans les temples bouddhistes Theravada contribuent à répondre aux besoins sociaux de la population.

## Amérique du Sud

### Argentine
1 800 personnes d'origine laotienne environ vivent en Argentine. Les réfugiés laotiens arrivèrent pour la première fois dans le pays après la guerre du Vietnam, en 1975, et s'installèrent à Buenos Aires dans le cadre d'un programme parrainé par les Nations Unies. La communauté, initialement pauvre, est progressivement renforcée par la fondation d'un temple bouddhiste Theravada (bien que certains d'entre eux se soient convertis au catholicisme romain) et d'entreprises appartenant à des Laotiens.